# Anti Fungal Protein
AFP (ang. Anti Fungal Protein)  – małe białko (5,6kDa, 51 AA) o charakterze zasadowym pochodzące z grzyba Aspergillus giganteus.
Inhibuje wzrost wielu komórek grzybów (poprzez permobilizacje ściany komórkowej), nie zagrażając przy tym komórkom zwierzęcym i roślinnym. Możliwe wykorzystanie jako fungicyd nowej generacji.
AFP [ang]  Alpha-Fetoprotein marker nowotworowy